# Synagoga v Malackách
Synagoga, neboli Templ, se nachází v obci Malacky (německy Malatzka, maďarsky Malacka) v Bratislavském kraji.

## Historie židovské obce
První Židé se do Malacek přistěhovali údajně roku 1755 (10 osob), jejich počet postupně rostl, stěhovali se do města zejména v průběhu 19. století. Roku 1880 je uváděno 397 osob. První Židé přišli pravděpodobně z Moravy, posléze komunita udržovala obchodní i kulturní vztahy zejména s nedalekou Vídní. Po budapešťském kongresu v letech 1868 až 1869, kdy došlo k rozkolu maďarského židovstva, se malacká obec rozhodla zachovat nezávislý status quo ante.
Malacky sloužily jako sídlo rabinátu pro 17 okolních obcí. Židovská obec měla všechny náboženské instituce - synagogu, košer řezníka, mikve, školu a hřbitov.
Weinwurmovi a Spitzerovi byly dvě nejvýznamnější židovské rodiny ve městě.
Před holocaustem měla obec zhruba 300 členů. Většina z nich byla deportována r. 1942 do vyhlazovacích táborů Auschwitz a Majdanek v Polsku. Roku 1948 žilo ve městě ještě 50 Židů. Velmi záhy se ale drtivá většina z nich vystěhovala do Izraele. Malá židovská náboženská obec fungovala do šedesátých let, dnes ve městě Židé nežijí. Zůstal po nich zdevastovaný židovský hřbitov v jižní části města a synagoga.

## Synagoga
Místní bohatá židovská rodina Spitzerů zakoupila pozemek, na němž nechala podle plánů vídeňského architekta a bratislavského rodáka Wilhelma Stiassnyho vystavět mezi lety 1886 až 1887 synagogu, kterou poté věnovala místní židovské obci. Budova kompletně shořela při požáru v roce 1899.
Roku 1900 byla na stejném místě - opět podle plánů Stiassného - postavena synagoga nová. Budova, pro své období v typickém tzv. maurském slohu s dvěma věžemi, podkovovitými oblouky a nezaměnitelnými žluto-černými pásy na fasádě je dozajista nejexotičtější stavbou ve městě. V 50. letech 20. století byla budova věnována městu. Dnes v objektu sídlí umělecká škola.
Do interiéru bylo vestavěno podlaží, dolní část slouží jako dílna, nahoře je koncertní místnost. Nicméně se zachovalo poměrně dost architektonických prvků - aron ha-kodeš, litinové sloupy a dřevěný kazetový strop. Původně stála synagoga v typické městské zástavbě, kde žilo před 2. sv. válkou mnoho příslušníků zdejší židovské komunity. V poválečném období však byla tato zástavba téměř kompletně zbourána.
Synagoga je zapsána v Ústředním seznamu kulturních památek Ministerstva kultury SR jako národní kulturní památka. V nedávné době se budova začala rekonstruovat z fondu města Malacky. Rekonstrukce se týká zejména exteriér, byla položena nová střešní krytina, měděné oplechování a obnovena a alternována fasáda. Současně probíhá oprava vstupního portálu a kamenných schodů.